# Верба, Отто Рудольфович
Отто Рудольфович Верба (немецкие оперативные псевдонимы Отто Вербе, Отмар Вербе, «доктор Отто Долль»; 2 ноября 1900, Прага — 1944) — судетский немец, сотрудник германской военной разведки в период Второй мировой войны, зондерфюрер.

## Биография
Участвовал в Первой мировой войне. До 1917 года проживал в России, в Элисте. Бывший кавалерийский офицер, во время гражданской войны служил офицером Украинской Галицкой армии, а затем — в армии Украинской Народной Республики у С. Петлюры. После окончания гражданской войны эмигрировал в Чехословакию.
В июне 1941 года поступил на службу в Абвер и был определён в «Абвергруппу-103».
В сентябре 1942 года прибыл на оккупированную территорию Калмыцкой АССР в качестве руководителя «зондеркоманды „Краних“» (группа особого назначения «Журавль»), находившейся в оперативном подчинении «Абвергруппы-103». Зондеркоманда располагала собственным радиопередатчиком. Местом постоянной дислокации группы Долля значилась Элиста, однако на практике сотрудники группы работали на всей оккупированной территории Калмыкии и сопредельных территориях.
В сентябре 1942 года командир 16-й моторизованной дивизии генерал-майор Зигфрид Хенрици сформировал в Элисте калмыцкий кавалерийский эскадрон из местного населения и пленных красноармейцев.
В дальнейшем, был создан второй эскадрон. Позднее, оба калмыцких кавалерийских эскадрона были переданы из подчинения 16-й моторизованной дивизии в подчинение армейского командования и получили новое наименование:
- 1-й калмыцкий кавалерийский эскадрон 16-й моторизованной дивизии получил наименование 1/66 калмыцкий кавалерийский эскадрон;
- 2-й калмыцкий кавалерийский эскадрон 16-й моторизованной дивизии получил наименование 2/66 калмыцкий кавалерийский эскадрон.

На группу Долля было возложено руководство деятельностью калмыцкими формированиями.
К концу ноября 1942 года на стороне немцев воевало 4 эскадрона калмыков, объединённых в «калмыцкое соединение доктора Долля» (нем. Kalmüken Verband Dr. Doll). Они использовались немцами для охраны объектов, несения патрульной службы, охраны флангов немецких подразделений, ведения разведки и наблюдения, борьбы с советскими партизанами и разведывательно-диверсионными группами.
В дальнейшем, число эскадронов увеличилось и соединение доктора Долля было переформировано в Калмыцкий кавалерийский корпус.
Весной 1944 года под руководством Отто Долля из калмыцких легионеров абвером было подготовлено десантное подразделение, предназначенное для переброски на территорию Калмыкии с целью ведения диверсионно-террористической деятельности в советском тылу и организации антисоветского восстания на территории Калмыкии («операция „Солёное озеро“»).
Попытка немцев перебросить «калмыцкий корпус» на территорию СССР была сорвана активными мероприятиями органов военной контрразведки «Смерш» ГКО СССР.
В июле 1944 года во время проведения немецкой антипартизанской операции «Штурмвинд» в районе Люблина (Польша) руководил действиями «калмыцкого корпуса», пропал без вести во время боя с партизанами Армии Людовой.